# Новосельский, Алексей Андреевич
Алексе́й Андре́евич Новосе́льский (4 (16) октября 1891, Тамбов — 29 октября 1967, Москва) — советский историк, специалист по российской истории XVII века. Доктор исторических наук (1946), профессор.

## Биография
Родился в семье учителя, статского советника. Окончил Тамбовскую мужскую гимназию.
В 1915 году окончил историко-филологический факультет Московского университета. Ученик профессора А. И. Яковлева (1878—1951), был оставлен при кафедре русской истории.
В 1918—1930 годах работал в Древлехранилище (ныне — Российский государственный архив древних актов), в 1922—1930 — старший научный сотрудник РАНИОН. В 1930—1935 годах — заведующий научно-библиографическим сектором Всесоюзной библиотеки имени В. И. Ленина, в 1935—1942 — заведующий отделом Музея антропологии МГУ.
В 1938 году присуждена степень кандидата исторических наук без защиты диссертации.
С 1942 года работал в Институте истории АН СССР, где был заведующим сектором истории СССР периода феодализма (1950—1951), заместителем директора (1951—1953), заведующим сектором источниковедения (1953—1963). Член ВКП(б) с 1951 года. Возглавлял издание сборников «Исторический архив», «Материалы по истории СССР», «Проблемы источниковедения», в которых публиковались исторические источники и исследования.
С 1943 года — доцент, в 1946—1967 — профессор Московского историко-архивного института (МГИАИ). Вначале преподавал на кафедре вспомогательных исторических дисциплин, затем на кафедре истории СССР периода феодализма, которой заведовал в 1947—1949 годах. С 1956 года руководил подготовкой аспирантов по кафедре истории СССР досоветского периода и был членом Учёного совета института.
Автор трудов по истории сельского хозяйства и внешней политики России XVII века, источниковедению, архивоведению. Соавтор коллективных трудов «История Москвы», «Очерки истории СССР периода феодализма», «Воссоединение Украины с Россией», «Крестьянская война под руководством Степана Разина», «Документы и материалы революции 1905—1907 гг.».
Похоронен на 23-м участке Введенского кладбища в Москве.
Личную библиотеку Алексей Андреевич завещал своему родному городу Тамбову, где в Областной научной библиотеке был создан общедоступный «Фонд Новосельского» из более чем двух тысяч ранее принадлежавших историку ценных книг.

## Характеристики личности и деятельности
Ученик А. А. Новосельского, профессор А. И. Комиссаренко отмечал его большой вклад в изучение истории России XVII века: 

Уделяя главное внимание историческому опыту освоения юга, он вместе с тем всесторонне проанализировал правительственную политику в крестьянском вопросе; вскрыл региональные особенности крепостничества; определил воздействие на внутриполитический курс борьбы феодальных группировок, социально-экономической обстановки, складывавшейся в южных районах, а также внешнеполитических факторов и потребностей обороны от вторжений татаро-турецких орд.

Преподаватель Историко-архивного института Н. А. Ковальчук вспоминала:

Весьма незаурядной личностью и обаятельным человеком среди преподавателей был Алексей Андреевич Новосельский. Очень простой на вид, … с усиками на верхней губе, с добрыми, лучистыми, широко расставленными глазами, твердым мужественным подбородком, широким, высоким, умным лбом. На втором курсе он у нас читал лекции и вел практические занятия по палеографии и дипломатике. Прекрасный знаток своего дела. Его лекции были живыми, доходчивыми, интересными. А казалось бы, что такого? Застывшие науки, утратившие практическое значение с уходом Средневековья. Но для истории — бесценный клад. И он это доказывал весьма заинтересованно… Ещё больше я оценила его знания и умение их передавать позже, весной 1947 г., при подготовке к госэкзамену. Профессор А. А. Новосельский, ставший в это время заведующим кафедрой истории СССР, читал нам обзорные лекции по всем разделам курса истории СССР и вёл консультации. Тут он развернулся во всю ширь. Блеск его эрудиции, умение привести в систему все накопленные нами знания, подать их в стройной логической последовательности очень просветлили наши головы перед экзаменом. Мы все от души благодарили его и после каждой лекции разражались аплодисментами.

## Основные труды
- Побеги крестьян и холопов и их сыск в Московском государстве во второй половине XVII века // Учёные записки Института истории РАНИОН. — Т. 1. — М., 1926. — С. 325—354.
- Правящие группы в служилом «городе» XVII в. // Учёные записки Института истории РАНИОН. — Т. 5. — М., 1928. — С. 315—335.
- Вотчинник и его хозяйство в XVII веке. — М.—Л.: Государственное издательство, 1929. — 192 с.
- Коллективные дворянские челобитья по вопросам межевания и описания земель в 80-х гг. XVII в. // Учёные записки Института истории РАНИОН. — Т. 4. — М., 1929. — С. 103—108.
- Распространение крепостнического землевладения в южных уездах Московского государства в XVII в. // Исторические записки / отв. ред. Б. Д. Греков. — Т. 4. — М., 1938. — С. 21—40.
- К вопросу об экономическом состоянии беглых крестьян на юге Московского государства в первой половине XVII в. // Исторические записки / отв. ред. Б. Д. Греков. — Т. 16. — М., 1945. — С. 58—64.
- Отдаточные книги беглых как источник для изучения народной колонизации на Руси в XVII веке // Труды историко-архивного института  / под ред. А. И. Андреева. — М., 1946. — Т. II. — С. 126—152.
- Борьба Московского государства с татарами в первой половине XVII в. / отв. ред. С. В. Бахрушин. — М.—Л.: Изд-во АН СССР, 1948. — 452 с.
- Роспись крестьянских дворов, находившихся во владениях высшего духовенства, монастырей и думных людей по переписным книгам 1678 г. // Исторический архив / отв. ред. Б. Д. Греков. — Т. IV. — М.—Л.: Изд-во АН СССР, 1949. — С. 88—149.
- Распад землевладения служилого «города» в XVII в. (по десятням) // Русское государство в XVII веке: новые явления в социально-экономической, политической и культурной жизни / ред. Н. В. Устюгов, Ю. А. Тихонов, П. Т. Яковлева. — М.: Изд-во АН СССР, 1961. — С. 231—253.
- Дворцовые крестьяне Комарицкой волости во второй половине XVII в. // Вопросы истории сельского хозяйства, крестьянства и революционного движения в России / отв. ред. В. К. Яцунский. — М.: Изд-во АН СССР, 1961. — С. 65—80.
- Дела «о крестьянстве» как источник для изучения истории закрепощения свободного сельского населения на Юге России в XVII веке // Археографический ежегодник за 1962 год / отв. ред. В. И. Шунков. — М.: Изд-во АН СССР, 1963. — С. 147—155.
- Исследования по истории эпохи феодализма: научное наследие / сост. Л. Г. Дубинская; отв. ред. Б. В. Лёвшин. — М.: Наука, 1994. — 224 с. — ISBN 5-02-008645-2.